# 데스 위시 4
《데스 위시 4》(영어: Death Wish 4: The Crackdown)는 미국에서 제작된 J. 리 톰프슨 감독의 1987년 액션 스릴러 영화이다. 데스 위시 시리즈 네 번째 영화이다. 찰스 브론슨 등이 출연하였고, 팬초 코너 등이 제작에 참여하였다.
속편 《데스 위시 5》(1994)로 이어진다.

## 출연
- 찰스 브론슨
- 케이 렌즈
- 존 P. 라이언
- 페리 로페즈
- 조지 디커슨
- 오순택
- 데이나 배런
- 대니 트레이호
- 톰 에버렛
- 팀 러스
- 마크 펠러그리노
- 미치 필레지
- 어윈 키스